# Paul Haukka
Paul Fredrik Haukka, född 26 februari 1979 i Solna, är en svensk producent, programledare och voice over inom radio och tv. Han har sedan 1998 hörts inom svensk radio med stationer som Sveriges Radio P3, P4, Rix FM, The Voice, Power Hit Radio, NRJ, Mix Megapol samt Wow 105,5.

## Biografi

### Uppväxt och utbildning
Haukkas far kom i barnsålder som flykting från Estland eller dåvarande Sovjetunionen och Haukkas mor är född i Finland. Själv blev han svensk medborgare så sent som 2005. Han gick Kungsholmens gymnasium International Section i Stockholm. 
Han har gått den treåriga tv-producentutbildningen på Dramatiska institutet i Stockholm. Han har sedan 90-talet arbetat med olika TV-produktioner för till exempel MTG, SVT, TV4 och Aftonbladet där han bland annat producerat Aftonbladets TV-pris 2007 som arrangerades på Cirkus i Stockholm.

### Arbetsliv

#### Radio och TV
Mellan 2005 och 2007 var Haukka en av programledarna som hördes i nattprogrammet Vaken med P3 och P4 i Sveriges radio. Sommaren 2007 sände Haukka tillsammans med radioprataren Kjell Eriksson Rix MorronZoo.
Haukka var mellan juli 2007 och januari 2011 övergripande producent samt programledare för morgonprogrammet VAKNA! med The Voice på Kanal 5 och The Voice. Den 22 januari 2011 gick Haukka vidare tillfälligt till The Voices systerstation i Stockholm, Radio 107.5. Den 25 mars meddelades att han skulle höras på nätverket Mix Megapol i ett nytt interaktivt kvällsprogram med aktuella gäster. Programmet Mix Online sändes nationellt på Mix Megapols samtliga stationer under två års tid.
Under 2010 var Haukka en av programledarna för Idol Eftersnack som sändes direkt i TV400 (nuvarande TV11) efter huvudprogrammet, Idol i TV4. Från januari 2012 till hösten 2013 ledde Haukka talkshowen TV-krönikan där han tillsammans med en fast panel diskuterade aktuella TV-program. 

#### Berättarröst
Haukka har hörts som berättarrösten i flera TV-program som Körslaget, Biggest loser och Hjälp, jag är med i en japansk gameshow. Hans röst förekommer även som berättare i filmtrailar på bio från Disney och Dreamworks.